# Victor Oelschläger
Victor Oelschläger (* 18. Oktober 1909 in Kitchener (Ontario); † 1993) war ein US-amerikanischer Romanist, Hispanist und Mediävist.

## Leben und Werk
Victor Rudolph Bernhardt Oelschläger wurde in Kitchener (Ontario) geboren, dem Zentrum deutschstämmiger Kanadier. Er ging zur Schule und studierte in Beloit (Wisconsin), ferner an der University of Wisconsin in Madison. Dort promovierte er 1937 bei Antonio García Solalinde  mit der Arbeit  A preliminary Spanish word-list of first appearances up to Berceo  (erschienen u. d. T. A medieval Spanish word-list. A preliminary dated vocabulary of first appearances up to Berceo, Madison 1940, Ann Arbor 1981).

Oelschläger wurde in Madison 1942 Assistant Professor, machte von 1943 bis 1946 Kriegsdienst in der Marine und war dann bis 1951 Associate Professor am Newcomb College der Tulane University in New Orleans. Nach einem kurzen Gastspiel an der University of Southern California war er von 1953 bis 1974 Full Professor an der Florida State University in Tallahassee.

Oelschläger war 1961 Präsident der American Association of Teachers of Spanish and Portuguese (AATSP).  An der Florida State University ist eine Professur nach ihm benannt.

## Weitere Werke
- (Hrsg.) Poema del Cid in Verse and Prose. Academic Edition with Introduction, Vocabularies, Concordance, Etymologies, and Textual Commentary. Based on the Critical Edition by Ramón Menéndez Pidal and on the Modern Spanish Prose Translation by Alfonso Reyes. New Orleans: Department of Spanish, Newcomb College, Tulane University 1948
- (Hrsg. mit  Antonio García Solalinde und Lloyd August Kasten) Alfonso el Sabio, General estoria. Segunda parte, 2 Bde., Madrid 1957–1961